# Житија де Жос (Вранча)
Житија де Жос (рум. Jitia de Jos) насеље је у Румунији у округу Вранча у општини Житија. Oпштина се налази на надморској висини од 404 m.

## Становништво
Према подацима из 2002. године у насељу је живело 442 становника, од којих су сви румунске националности.